# Leamington, Ontario
Leamington är en ort i Kanada.   Den ligger i provinsen Ontario, i den sydöstra delen av landet, 700 km sydväst om huvudstaden Ottawa. Leamington ligger 188 meter över havet och antalet invånare är 28 403.
Terrängen runt Leamington är platt. Det finns inga andra samhällen i närheten. 
Trakten runt Leamington består till största delen av jordbruksmark. Runt Leamington är det ganska tätbefolkat, med 100 invånare per kvadratkilometer.